# بطولة نيوبورت للتنس
بطولة نيوبورت للتنس هي بطولة تلعب على الأراضي العشبية , وتندرج تحت قائمة بطولات رابطة محترفي كرة المضرب ال250 نقطة. تقام البطولة في مدينة نيوبورت (رود آيلاند) في الولايات المتحدة.